# Parchestān-e Fāẕel
Parchestān-e Fāẕel (persiska: پرچستان فاضل) är en ort i Iran.   Den ligger i provinsen Khuzestan, i den centrala delen av landet, 400 km söder om huvudstaden Teheran. Parchestān-e Fāẕel ligger 855 meter över havet och antalet invånare är 379.
Terrängen runt Parchestān-e Fāẕel är varierad.Runt Parchestān-e Fāẕel är det ganska tätbefolkat, med 56 invånare per kvadratkilometer. Närmaste större samhälle är Jangeh, 15,5 km nordost om Parchestān-e Fāẕel. Omgivningarna runt Parchestān-e Fāẕel är i huvudsak ett öppet busklandskap.